# BiteFight
Bitefight is een text-based browsergame (gespeeld op een webbrowser waar men normaal gesproken mee 'surft') waarbij de speler kan kiezen of deze een vampier of een weerwolf wordt. Bitefight is een spel van het bedrijf Gameforge AG, dat gespecialiseerd is in text-based browsergames.
De speler kan met goud zijn vaardigheden trainen om zo sterker te worden in het spel. Ook kan deze met goud wapens, harnassen, helm, schilden en andere dingen kopen bij de Handelaar. De speler kan hoger in de highscore komen te staan door op mensen of demonen te jagen. Daarmee verdient deze vlees of bloed, afhankelijk van het gekozen ras.